# Daniel Clark
|  | No confondre amb Danny Clark, ciclista australià. |

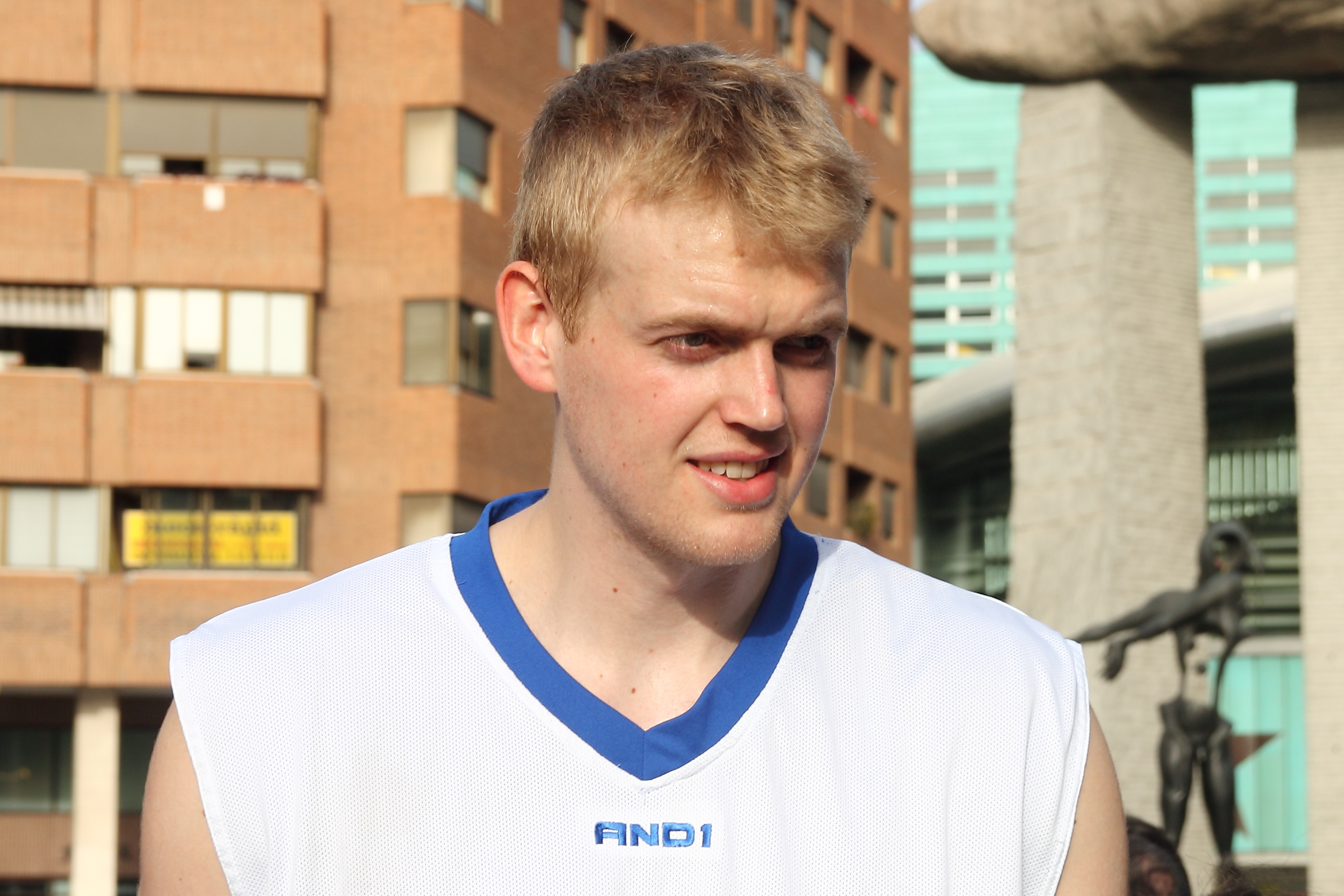
Daniel Clark

Daniel Clark (Londres, 15 de setembre de 1988) és un jugador professional de bàsquet anglès que juga a la posició de pivot. Va jugar al Club Baloncesto Estudiantes des de 2003 fins a 2013, amb excepció de les temporades 2007-08 i 2008-09, que va jugar cedit en el Club Baloncesto Breogán. El juliol de 2013 va firmar contracte amb el CAI Zaragoza per la temporada 2013-14.